# Anaspis canariensis
Anaspis canariensis es una especie de coleóptero de la familia Scraptiidae.

## Distribución geográfica
Habita en las islas Canarias (España).